# Максін Найтінгейл
Максін Найтінгейл (англ. Maxine Nightingale, нар. 2 листопада 1952, Лондон) — британська R&B та соул співачка. Вона найвідоміша своїми хітами 1970-х років: «Right Back Where We Started From» (1975, UK #8 & 1976, U.S. #2), «Love Hit Me» (1977), та «Lead Me On» (1979).

## Раннє життя
Одна з трьох дітей гумориста Бенні Найтінгейла, який народився в Гаяні, та його дружини Айріс (у них також були дочка Розалінда та син Гленн). Максін Найтінгейл вперше співала зі своїм шкільним оркестром: вона відвідувала Початкову школу Bryon (у Гіллінгемі, Кент), The Ellen Wilkinson School for Girls та школа музики та театру Гілдгола. У тринадцять років вона з подругою відвідала будинок по сусідству, де репетирував гурт Unisound. Вони попросили її заспівати з ними, і вона приєдналася до них у численних виступах у британському кабаре. Менеджер одного з клубів, де вони виступали, попросив Найтінгейл вирізати демо та відправив його на Pye Records, для якого Найтінгейл зробила свої перші записи. Втім усі три сингли співачки, які вийшли у червні та липні 1969 року та 26 березня 1971 року, залишилися непоміченими.
У 1969 році Найтінгейл працювала приблизно 18 місяців у мюзиклі «Волосся» у Вест-Енді, зігравши роль другого плану та виконавши головну жіночу роль Шейли; потім вона переїхала до Німеччини, зав'язавши стосунки з актором німецької постановки «Волосся», якого вона зустріла, коли він відвідав постановку Вест-Енду. У Німеччині Найтінгейл продовжила свою сценічну музичну кар'єру у мюзиклах «Волосся» (у ролі Шейли), «Ісус Христос — суперзірка» та «Боже заклинання», а також розпочала стосунки з Мінору Терадою Домбергером, режисером німецького мюзиклу «Волосся», з яким згодом одружилась і народила доньку, Лангка Вева Домбергер, 1973 р.н..

## Перший успіх

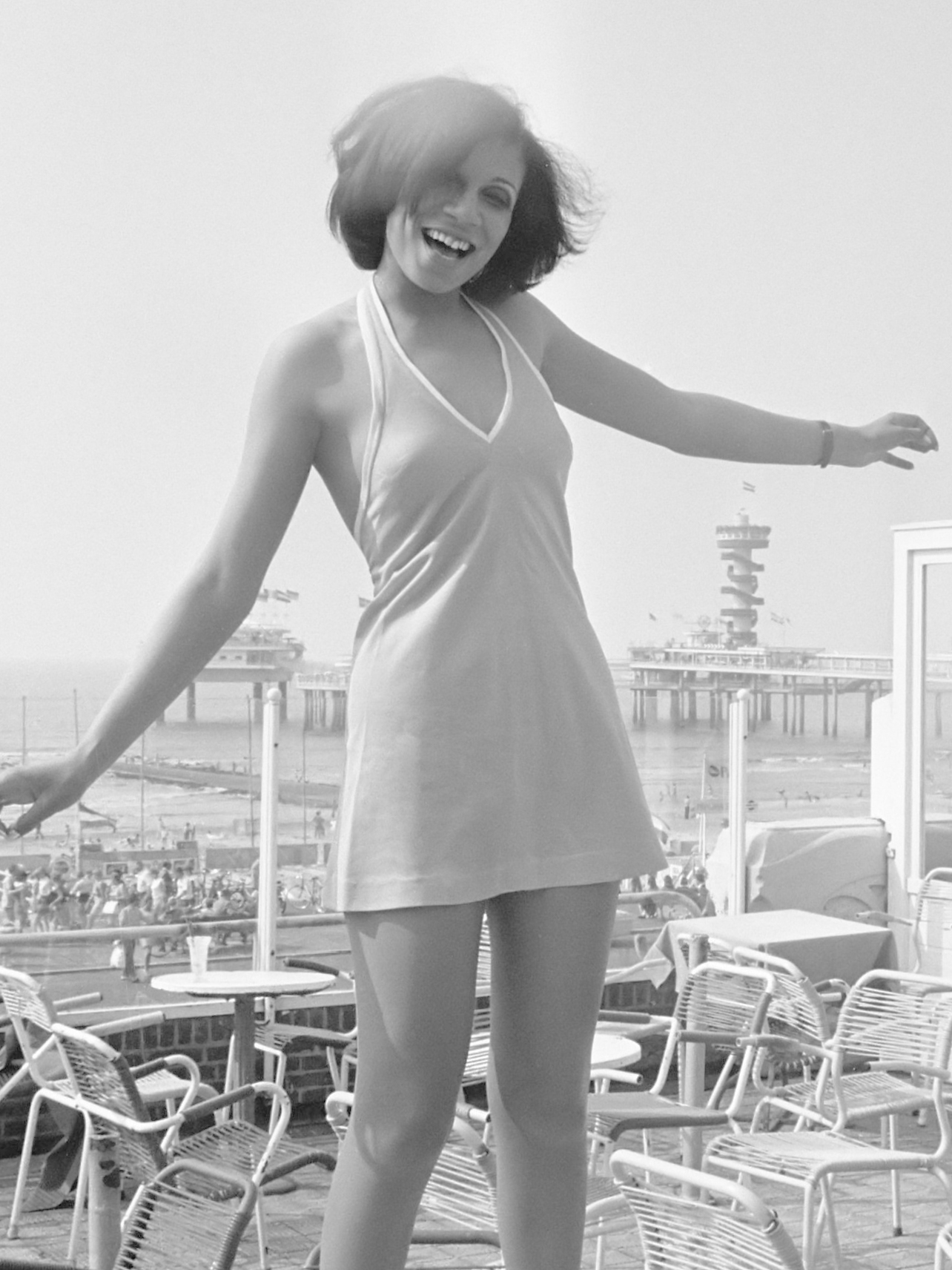
Максін Найтінгейл у 1969 році

Найтінгейл повернулася до Лондона з чоловіком і дочкою і знялася в постановці «Дикунів» у Вест-Енді, після чого припинила професійну діяльність. Її спів під час запису пісні Ела Метьюза «Fool» привернув увагу продюсера П'єра Таббса, і він попросив композитора Дж. Вінсента Едвардса, який працював із Найтінгейл у постановці «Волосся» у Вест-Енді, написати пісню для неї, якою стала став «Right Back Where We Started From». Таббс попросив її заспівати на демо; як вона розповіла цю історію в 2013 році, «він відніс це прямо до United Artists Records [у Лондоні], і їм це теж сподобалося. Вони заплатили мені 100 фунтів [… і після цього] вони [запропонували] мені аванс і контракт на завершення запису синглу».
Після випуску на United Artists Records, «Right Back Where We Started From» восени 1975 року досяг 8 місця у Великобританії. Він вийшов у США на початку 1976 року, викликаючи захоплену реакцію, досягнувши № 2 у Billboard Hot 100 у травні 1976 року. Найтінгейл супроводжувала чоловіка до його рідної Японії, успіх свого синглу в США спонукав її повернутися до Лондона, щоб завершити альбом «Right Back Where We Started From». Потім вона переїхала до США, де відтоді і залишилися. Десятиліттями пізніше, після того, як у 1970-х ця пісня стала неофіційною музичною темою фільму «Удар по воротах» з Полом Ньюманом про професійний північноамериканський хокей, «Нью-Йорк Айлендерс» взяли цю пісню як свою переможну мелодію, яку грають в кінці кожної домашньої перемоги.

## Подальша кар'єра

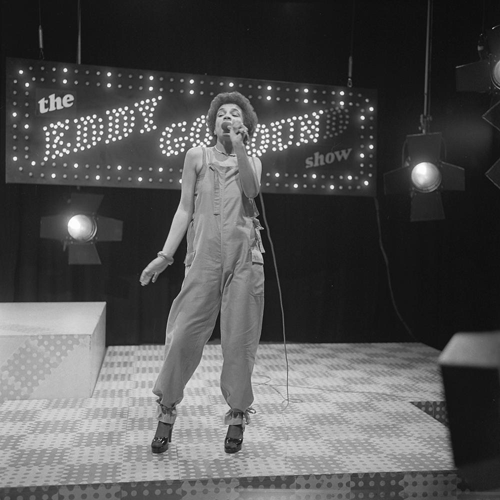
Найтінгейл на нідерландській телепередачі The Eddy Go Round Show, 1976 рік.

Єдиним значним хітом Найтінгейл у Великій Британії в період після успіху «Right Back Where We Started From» був «Love Hit Me». 17 березня 1977 року, пісня «Love Hit Me», яку прорекламувала Найтінгейл у ефірі Top of the Pops, посіла 11 місце в британському чарті від 9 квітня 1977 року.
Її третій альбом Love Lines вийшов у Великобританії та Європі в 1978 році з британськими синглами «Lead Me On» і «(Bringing Out) The Girl in Me». Обидва були проігноровані, попри її рекламу останнього в іншій появі на Top of the Pops 8 червня 1978 року. Американський реліз «Lead Me On» на початку 1979 року був схвально сприйнятий, особливо на ринку легкого прослуховування, і трек досяг першого місця в чарті Easy Listening Billboard того ж липня. Трек поступово отримав достатню підтримку мейнстримової попмузики, щоб досягти 5 місця в Hot 100 у вересні. Як і у випадку з піснею «Right Back Where We Started From», вона не змогла продовжити свій успіх у Топ-10 США, наступний «(Bringing Out) The Girl in Me» відзначив її останню появу в Hot 100 піком № 73. Lead Me On — це оновлена та трохи реміксована версія попереднього європейського альбому з додаванням нової пісні «Hideaway» у стилі диско. Пісні «Lead Me On» і «Hideaway» були продовжені для рекламної 12-дюймової платівки.
У 1982 році Найтінгейл уперше потрапила до топ-20 R&B-чарту Billboard із піснею «Turn to Me», в дуеті із Джиммі Раффіном. Потім вона вийшла з мейнстриму попмузики, працюючи близько 20 років як більш орієнтована на джаз виконавиця. Зокрема вона записала альбом свого живого виступу в BB King's Club на Universal Studios Hollywood, хоча він і досі не виданий.
З 2000 року вона стала активною в ретро-музиці, з'явившись у 2004 році в музичних випусках PBS Superstars of Seventies Soul: Live і 2012 My Music: 70s Soul Superstars.

## Дискографія
- Right Back Where We Started From (1976)
- Night Life (1977)
- Love Lines (1979)
- Bittersweet (1980)
- It's a Beautiful Thing (1982) (US:#176), (US R&B:#35)
- Cry for Love (1986)